# Temple de Jokhang
El temple de Jokhang (en xinès: 大昭寺, Dàzhāo Sì) també conegut amb el nom de Tsuklakang, es troba a Lhasa, la capital de l'actual Regió Autònoma del Tibet, a la República Popular de la Xina. Es tracta del primer i més important temple budista del Tibet, que s'aixeca encara al centre de la ciutat antiga. És el centre d'atracció dels pelegrins i devots, que s'hi atansen des de tots els racons del país. Ha estat declarat Patrimoni de la Humanitat per la UNESCO, juntament amb el palau de Potala i el palau de Norbuligka.

## Història

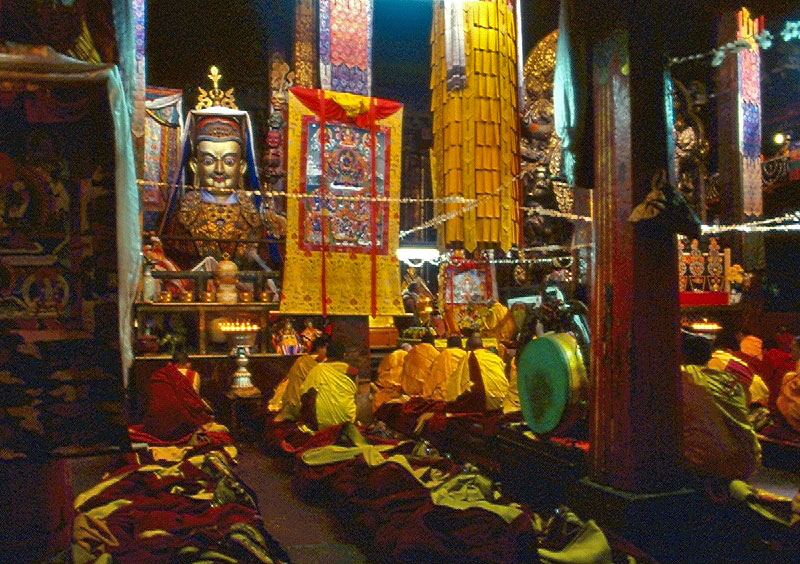
El Jokhang interior

Tant el temple com la capital del Tibet foren fundats per Songtsan Gampo (609/613? – 650), el membre de la dinastia Iarlung unificador de l'Imperi tibetà. Aquest monarca s'havia casat amb la princesa nepalesa Bhrikuti i, més endavant, ho va fer amb Wencheng, xinesa i també princesa. Tant l'una com l'altra van aportar amb el dot imatges sagrades. Wencheng va fer arribar al Tibet una imatge de Buda Sakyamuni, anomenada Jowo Sakyamuni, regal del rei de Bengala a l'emperador xinès i que hom considera que fou feta en vida de Buda. La influència de les princeses va fer que Songtsan Gampo, i amb ell tot el Tibet, es convertissin en seguidors del budisme.
La presència de les sagrades imatges va impulsar la construcció d'un temple per acollir-les: el Jokhang. Hom va triar un lloc pantanós per aixecar el recinte sagrat. Donades les característiques del terreny, la construcció era molt penosa; es va començar per dessecar el terreny i abocar-hi terra a sobre. Per a aquesta feina, hom va utilitzar cabres que transportaven la terra. Malgrat els esforços, la construcció no avançava. Tot el que aixecaven acabava caient a terra. Finalment, la princesa Wencheng va comprendre la causa d'aquest fenomen i va fer veure als altres la raó per la qual l'obra no avançava. Aquesta causa era que el subsòl del Tibet era ocupat per una ogressa gegantina que s'estenia per tot el país, el cor de la qual estava situat precisament on s'havia d'aixecar el Jokhang i la seva influència maligna impedia que es pogués aixecar el temple. Després de les corresponents consultes, Songtsan Gampo va impulsar la construcció de dotze temples distribuïts per tot el país i que eren situats en diferents parts del cos del monstre, de tal manera que van neutralitzar les seves accions malignes. L'obra constructiva del temple va poder seguir sense entrebancs i hom considera que es va acabar l'any 647.
El temple guarda, entre moltes altres, la imatge de Jowo Sakyamuni, una de les poques que es conserven de l'antic temple (tot i que inicialment era venerada al monestir de Ramotxe, fundat per la princesa Wencheng). L'antiga construcció inicial va anar creixent i patint modificacions i adaptacions motivades per la mateixa importància del lloc. Es tracta d'una construcció que va anar adaptant-se als temps. El temple també es caracteritza per la seva independència; no pertany en exclusiva a cap dels diferents ordes religiosos que hom troba al Tibet. També cal esmentar que el lloc va patir els efectes de la Revolució cultural, que va malmetre pràcticament la totalitat de les imatges, decoració i mobiliari que s'havia anat acumulant en el decurs dels segles. El 1966, el lloc va perdre la seva condició de sagrat i fou saquejat; després, es va anar restaurant i recuperant la seva funció.

## Els edificis

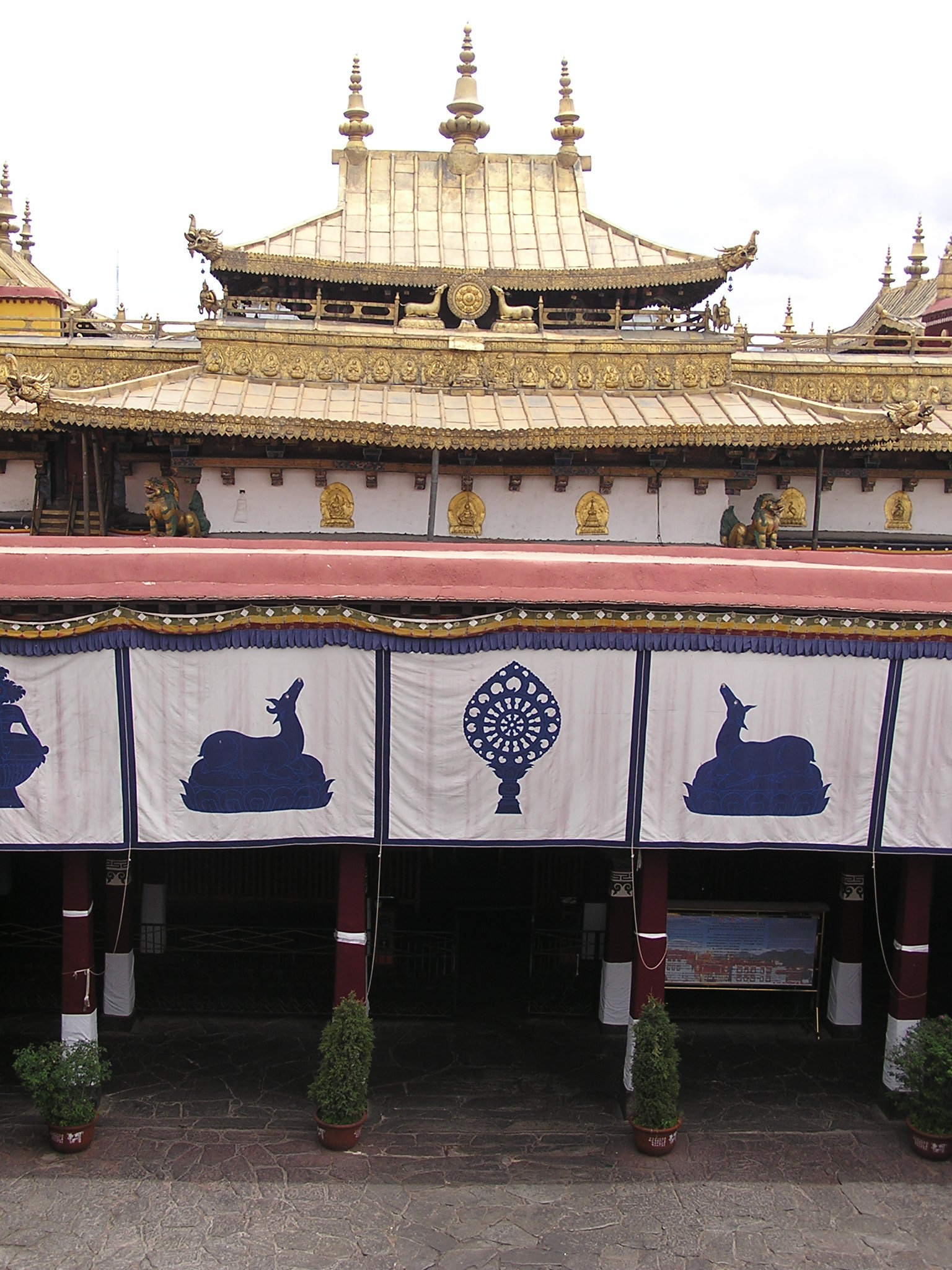
La coberta de l'antic Jokhang

El Jokhang actual és el resultat de segles d'història i veneració; els fidels s'hi atansen devotament amb la finalitat d'arribar fins a la venerada imatge de Jowo Sakyamuni, que es conserva a la capella que porta el seu nom. El complex és centrat per un edifici de planta gairebé quadrada, similar a altres edificacions índies de la mateixa època. Inicialment, es tractava d'un pati envoltat de capelles, que ara s'ha cobert. Té tres pisos d'alçada més el corresponent a la coberta. Ara aquest antic pati, on es conserven diverses imatges importants, és el lloc de reunió dels monjos. En aquest lloc, es conserven els elements més antics del temple, com ara algunes portes decorades del segle vii corresponents a l'edifici inicial. Altres elements decoratius són posteriors, de diverses èpoques.
La capella central del fons (oposada a l'entrada) és ocupada per la imatge de Jowo Sakyamuni, d'una alçada d'un metre i mig, feta amb or, plata i altres metalls, i decorada amb pedres precioses. Alguna font indica que la imatge fou destruïda el 1717; en aquest cas, aquesta en seria una còpia.

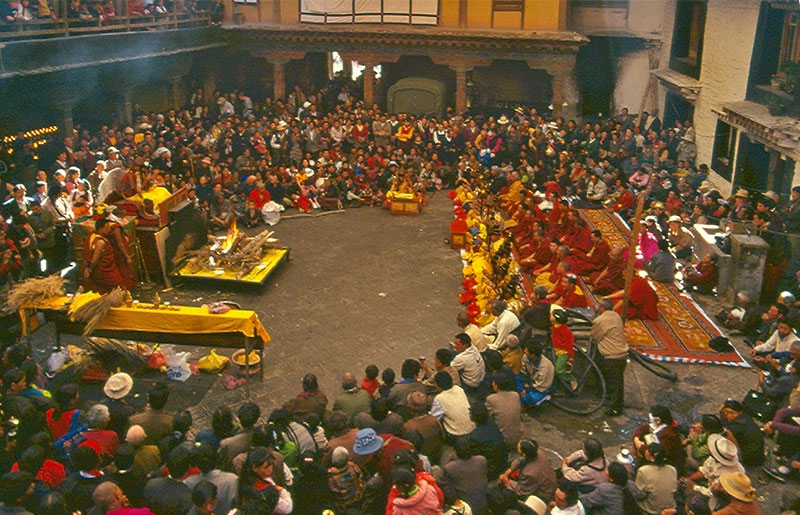
Cerimònia en un dels patis del Jokhang exterior

Al seu costat, la capella de Jampa Gonpo conserva també l'antiga portada original inicial. Guarda la còpia d'una de les imatges aportades per la princesa nepalesa (l'original se'n va perdre).
Aquesta important construcció, coneguda com a Jokhang interior, és envoltada per un passadís (el Nangkhor), per on deambulen els fidels, i per una sèrie de construccions annexes i patis (el Jokhang exterior) que s'utilitzen per a finalitats diverses: residències, capelles i altres serveis auxiliars. Aquest complex té quatre portes orientades als quatre punts cardinals, la principal a ponent.
Tot el conjunt és envoltat pel Barkor, una via exterior seguida fervorosament pels fidels en el sentit de les agulles del rellotge.

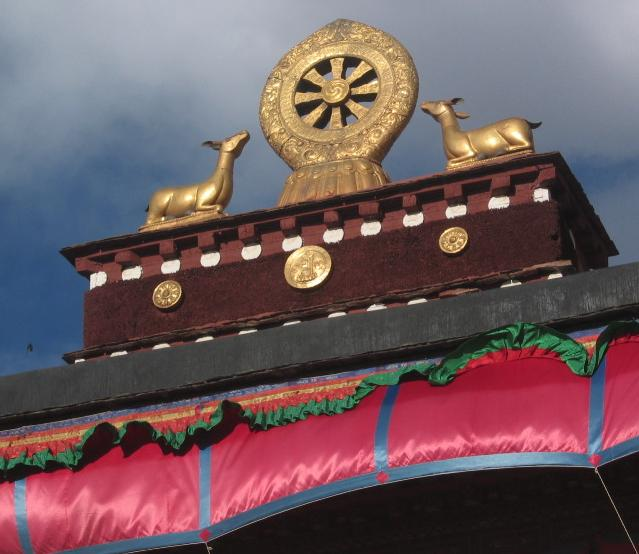
Decoració sobre el portal principal
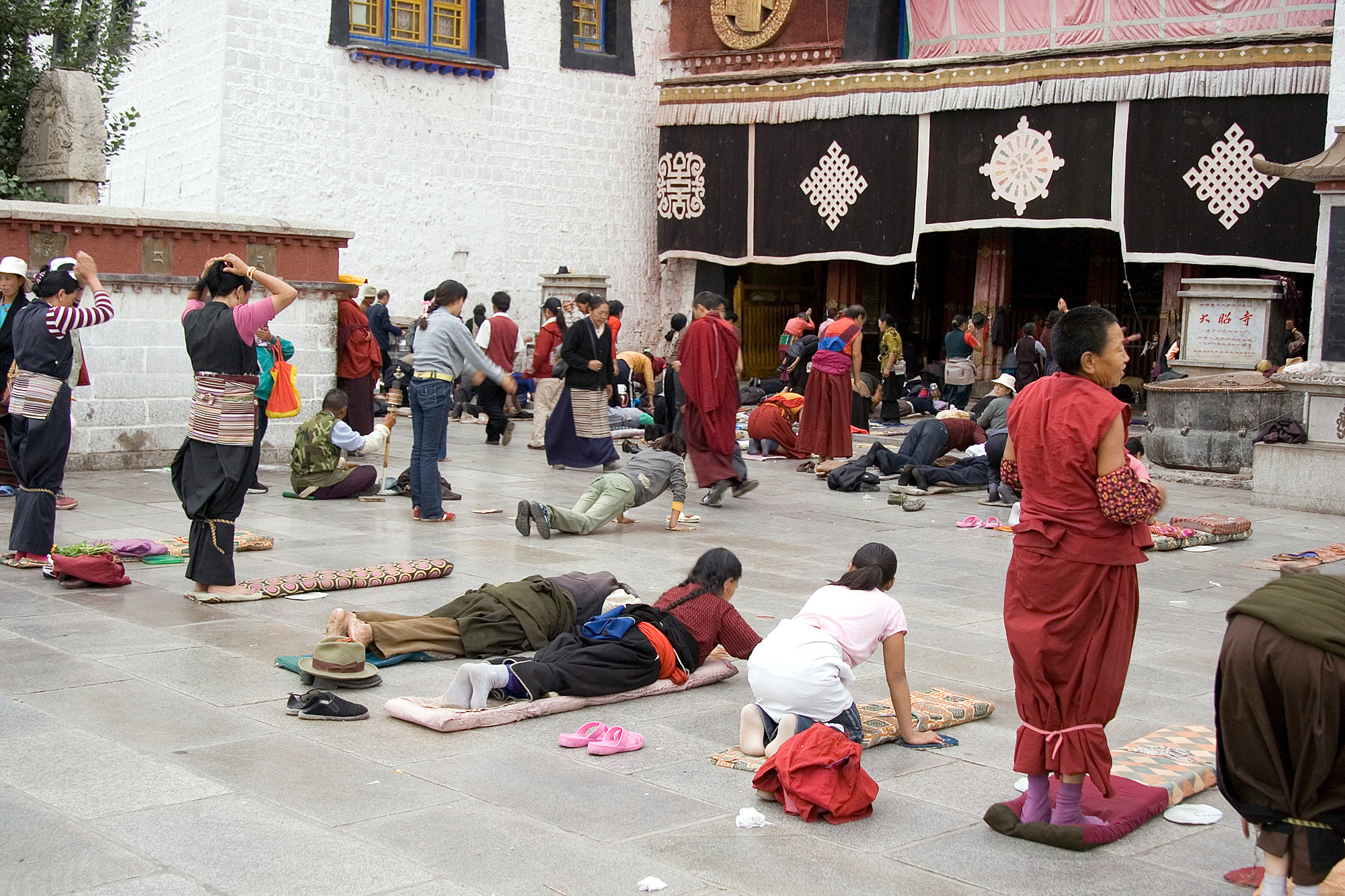
Prostracions rituals davant l'entrada principal

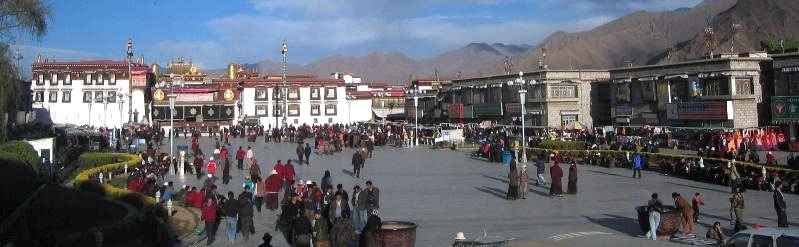
El Jokhang, al fons de la plaça

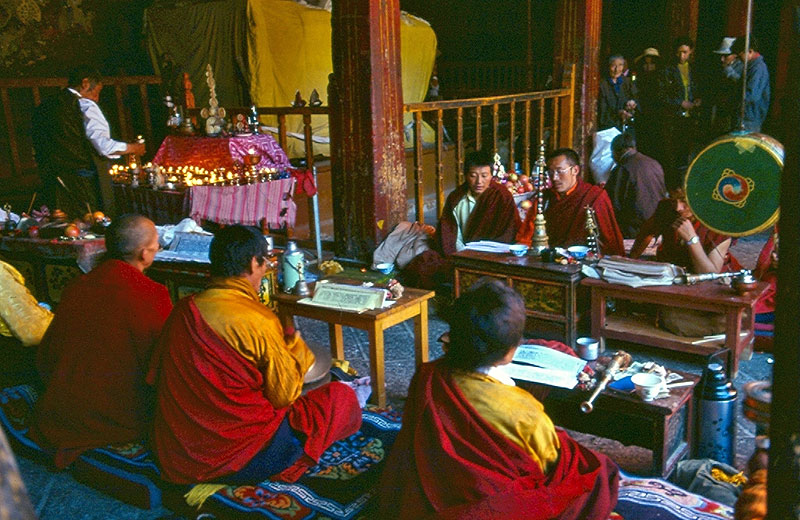
Oració al temple